# Isla de Zapara
La Isla de Zapara es una isla perteneciente a Venezuela que se encuentra ubicada en el municipio Almirante Padilla del Estado Zulia, cerca de la entrada de la bahía El Tablazo.
Tiene una superficie de 12,21 kilómetros cuadrados. Está casi toda cubierta por los médanos de Zapara, dunas que tienen una altura de hasta 30 metros. También tiene algunos cocoteros y, cerca de su litoral norte, arrecifes; cuenta con un pequeño muelle.

## Historia
Sus habitantes ancestrales pertenecientes a la etnia añú conformaron la tribu de su mismo nombre (los zaparas). Sus actividades de subsistencia giraban principalmente en torno a la pesca y comercio de sal, y por diestros conocedores de las entradas y canales de la barra del lago de Maracaibo fueron utilizados como pajes o prácticos por las embarcaciones españolas para evitar el encallamiento en los bancos de arena.  
Estos aborígenes también realizaban intercambio o trueques con las demás tribus de la cuenca del lago, incluso con la propia Nueva Zamora de Maracaibo, ciudad que, a diferencia de sus anteriores poblamientos (Nueva Zamora fue el tercer repoblamiento de Maracaibo) no fue azotada por piratas y filibusteros pero si tuvo que enfrentar la rebelión iniciada por el cacique Nigale de los Zaparas y que se extiende a los demás grupos indígenas de la cuenca, con el que se inició una escalada de ataques que acarrearon la muerte de muchos de sus moradores así como graves dificultades para el comercio y el tráfico de buques. 
El cacique Nigale muere ahorcado el 26 de junio de 1607 después de ser capturado por Juan Pacheco Maldonado en la isla de Zapara. Con una posición sumamente estratégica, se erigió allí una fortaleza llamada Fuerte de Nuestra Señora del Carmen y Santa Rosa de Zapara o Torreón durante la época de la colonización española.
Nigale nacido hacia el año 1577 en la isla de Zapara, después de ser sometido por los españoles, logra dominar su idioma y ser paje del fundador de Ciudad Rodrigo (Maracaibo), Alonso Pacheco, de quien fue esclavo. Tras lograr fugarse de su “amo”, Nigale organizó y dirigió la resistencia indígena motivado por el vejamen y explotación de los españoles para con su pueblo, así como por el despojo de sus territorios ancestrales. 
Las hostilidades comenzaron en 1598, cuando Nigale como cacique de los zaparas inicio ataques a los buques en el paso de la barra de Maracaibo, lo que imposibilitó el tráfico y comercio a Nueva Zamora de Maracaibo, Gibraltar y demás pueblos circundantes y relacionados con el Lago de Maracaibo, como Mérida, Trujillo, Barinas y Guanare. Ante la grave situación suscitada por los ataques del cacique Nigale y los zaparas, a la que se sumaron activamente los indígenas añú de la tribu de los aliles, el cabildo y vecinos de Nueva Zamora de Maracaibo rogaron al gobernador de Venezuela Gonzalo de Piña Ludueña, diera socorro a esa ciudad.
Este envía en auxilio soldados, armas, municiones y bastimentos suficientes para atacar a los indígenas del caño Paisana de la Barra logrando someter con gran dificultad a los Zaparas, los que se aquietaron durante los breves años de su gobierno. En 1600 nuevamente se suscitó un feroz ataque esta vez por los aborígenes de la tribu Quiriquire, los que se sublevaron contra el encomendadero y Teniente del Gobernador, Rodrigo de Argüelles, destruyendo la ciudad de San Antonio de Gibraltar. Pero es a partir de 1606 cuando la situación defensiva de Nueva Zamora de Maracaibo se hace crítica, una vez que el cacique Nigale logró articular la sublevación de las tribus de ambos extremos de la cuenca del Lago de Maracaibo: aliles, toas, auzales, arubaes, eneales, quiriquire, parautes, y misoas.
Esta gran confederación hizo causa común con el propósito de destruir los asentamientos españoles, en especial Nueva Zamora de Maracaibo y restablecer al dominio aborigen los espacios ancestrales que la invasión europea les había arrebatado tras someterles por las armas y esclavizarlos. Las primeras acciones del Cacique Nigale y las tribus se fueron la destrucción de las siembras y labranzas de las que se abastecía Nueva Zamora de Maracaibo y con canoas obstaculizaron su aprovisionamiento, adueñándose además de todos los bajeles y canoas surtas en su bahía. También destruyeron los puertos situados a lo largo de las costas del lago como fue el caso de Tomoporo y Moporo cuyos habitantes eran indígenas aliados a los españoles. 
La coalición de tribus aborígenes dirigida por Nigale una vez logrado el control de los pueblos costeros y de las fuentes de aprovisionamiento de la cuenca dirigieron sus esfuerzos al asedio de la ciudad principal Nueva Zamora de Maracaibo cuyo, Cabildo y vecinos rodearon con muro de tapias y centinelas para protegerse de los repetidos ataques de los indígenas. 
Diezmados por las dificultades para el aprovisionamiento, con escasas posibilidades de navegación y en estado de zozobra los habitantes de Nueva Zamora de Maracaibo debieron aguardar durante varios meses, hasta que el gobernador y capitán general de la Provincia de Venezuela, Sancho de Alquiza, designó en febrero de 1607 al Capitán Juan Pacheco Maldonado para encargarse de su gobierno como teniente de Gobernador y para someter a los indios sublevados. A tales efectos prepara un contingente en Trujillo, Mérida y Maracaibo para aniquilar, de manera muy especifica, a Nigale y la tribu Zaparas. Una vez que tuvo suficientes hombres, armas, pertrechos, dos bergantines y reunir todas las canoas posibles, Juan Pacheco de Maldonado Zarpó del “puerto de Barbacoas” ubicado en Moporo, poniendo en práctica un ardid bien tramado para capturar a Nigale, dar muerte a los Zaparas o hacerles prisioneros.
En efecto, hacia el mes de junio de 1607, Pacheco avanzó hasta el norte del Lago y en la isla de Zapara con engaño y traición logró capturar a Nigale y sus principales colaboradores el 23 de junio de 1607. Llevados prisioneros hasta Maracaibo y encerrados en su cárcel al cabo de pocos días fueron exhibidos como trofeo a la traición. El día 26 en la plaza mayor de Maracaibo fueron ahorcados sin que los malos tratos y tormentos dados a los indios por los conquistadores, hubiesen podido arrancar de estos valerosos nativos ni una sola palabra o queja.

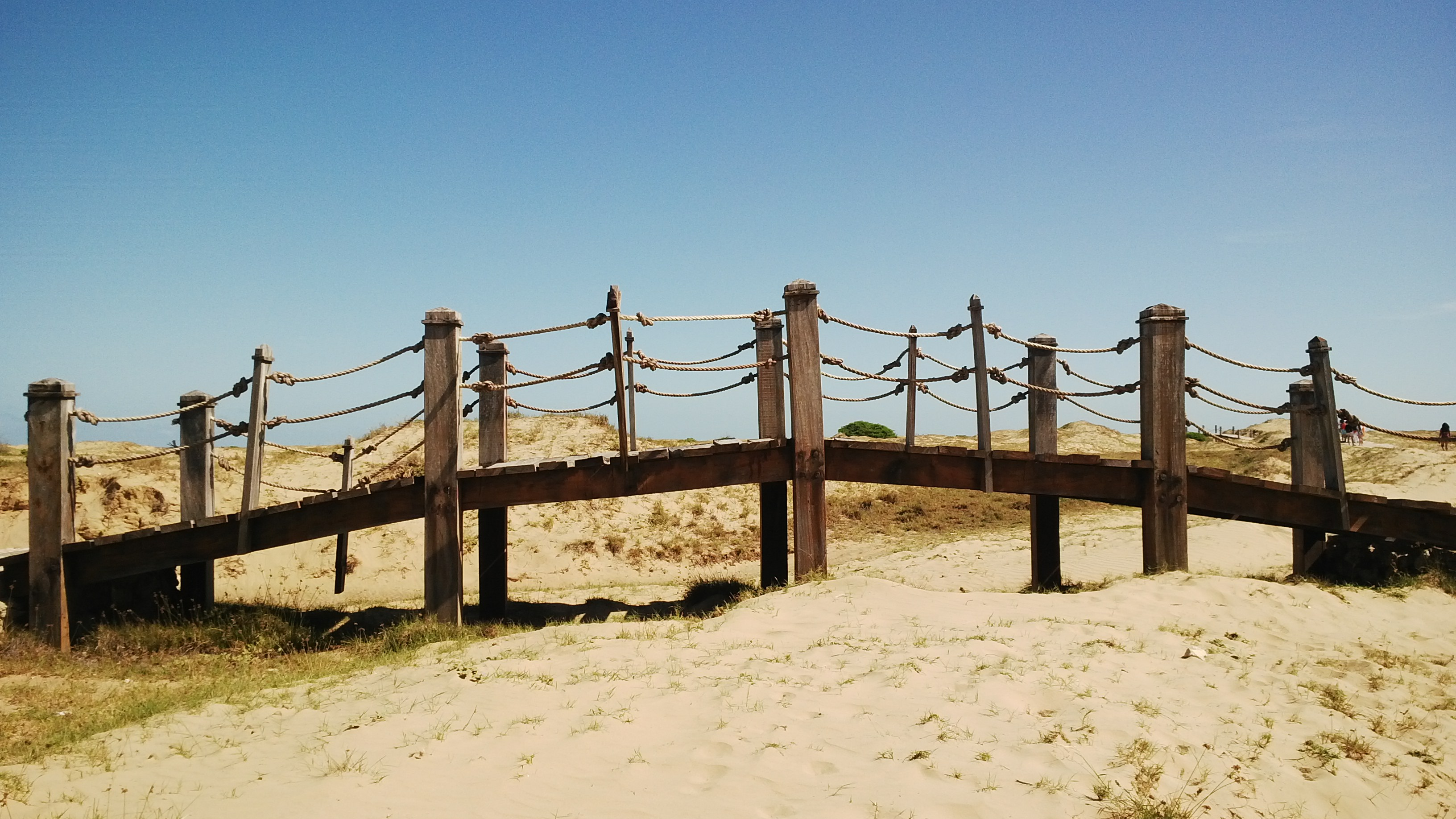
Camino de Piedra, ubicado en la Isla.